# Tom Brady (regista)
Thomas Adam Brady (Bayonne, 30 ottobre 1963) è uno sceneggiatore, regista e produttore televisivo statunitense.

## Filmografia parziale

### Cinema
Regista
- Hot Chick - Una bionda esplosiva (The Hot Chick) (2002)
- Il peggior allenatore del mondo (The Comebacks) (2007)
- Bucky Larson: Born to Be a Star (2011)

Sceneggiatore
- Animal (The Animal) (2001) - anche produttore
- Hot Chick - Una bionda esplosiva (The Hot Chick) (2002)

### Televisione
Sceneggiatore
- The Critic (1994-1995)
- Hudson Street (1995-1996)
- Men Behaving Badly (1996-1997)
- Good Vibes (2011)
- Chozen (2014)